# Bucéphalose larvaire

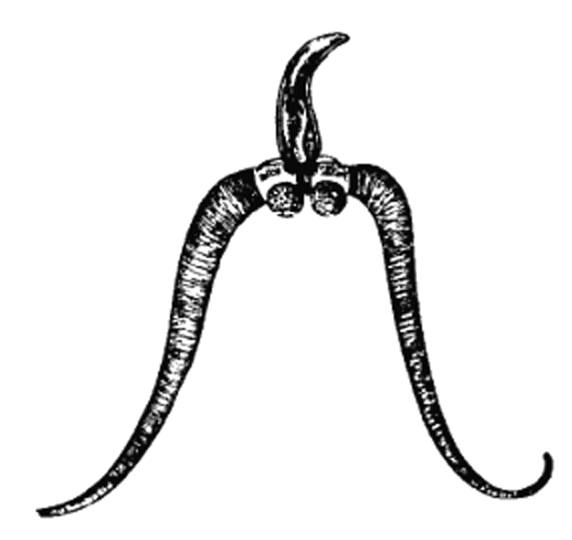
Bucephalus polymorphus.

La bucéphalose larvaire est due aux larves, ou cercaires, d'un ver platyhelminthe de la classe des trématodes : Bucephalus polymorphus (Baer 1827). Elle affecte les Cyprinidae, provoquant des lésions hémorragiques et nécrotiques des nageoires, des yeux et de la bouche. L'importance des lésions peut entraîner la mort, soit directement, soit par infections secondaires.
Bucephalus polymorphus a été étudié dans la Seine en 1968 ; sur 28 espèces contrôlées, 26 espèces se sont avérées sensibles à la maladie, parmi lesquelles 8 espèces présentaient des lésions apparentes : gardon, chevesne, brème, hotu, barbeau, ablette, goujon et rotengle. La même étude a trouvé jusqu'à 5 000 vers adultes de Bucephalus polymorphus dans l'intestin d'un sandre de 50 cm. Ce parasitisme n'affecte pas les sandres. À taille égale, le parasitisme du brochet est au moins dix fois plus faible. C'est l'introduction du sandre qui, en tant qu'hôte final très réceptif du trématode, a déclenché les attaques massives de bucéphalose larvaire dans les cours d'eau d'Europe occidentale au XXe siècle - Bucephalus polymorphus, quant à lui, y existait depuis déjà longtemps.

## Cycle de reproduction deBucephalus polymorphus
Le ver adulte vit dans l'intestin d'un poisson carnassier. Il y pond des œufs, d'où sortent des embryons nageurs. Ces embryons vont coloniser la moule zébrée (Dreissena polymorpha, originaire des mêmes régions que le sandre), s'y multiplient et donnent un second stade larvaire : la cercaire. Cette cercaires passent chez les cyprinidae, qui entourent la larve d'un kyste. Les poissons carnassiers mangent des porteurs de ces kystes. Les cercaires digèrent alors la paroi du kyste et se retrouvent dans l'intestin du carnassier, où ils se transforment en adultes et pondent à leur tour.
B. polymorphus ne survit pas à 37 °C. Il ne peut donc pas parasiter les animaux à sang chaud, dont les humains font partie.

## Pathologie
La larve de B. polymorphus met environ 1 heure pour pénétrer dans son hôte intermédiaire (un cyprinidae). La pénétration se fait au niveau de l'œil, de la région buccale, ou des nageoires. C'est à ces endroits que les lésions hémorragiques et nécrotiques apparaissent.